# Xinómavro

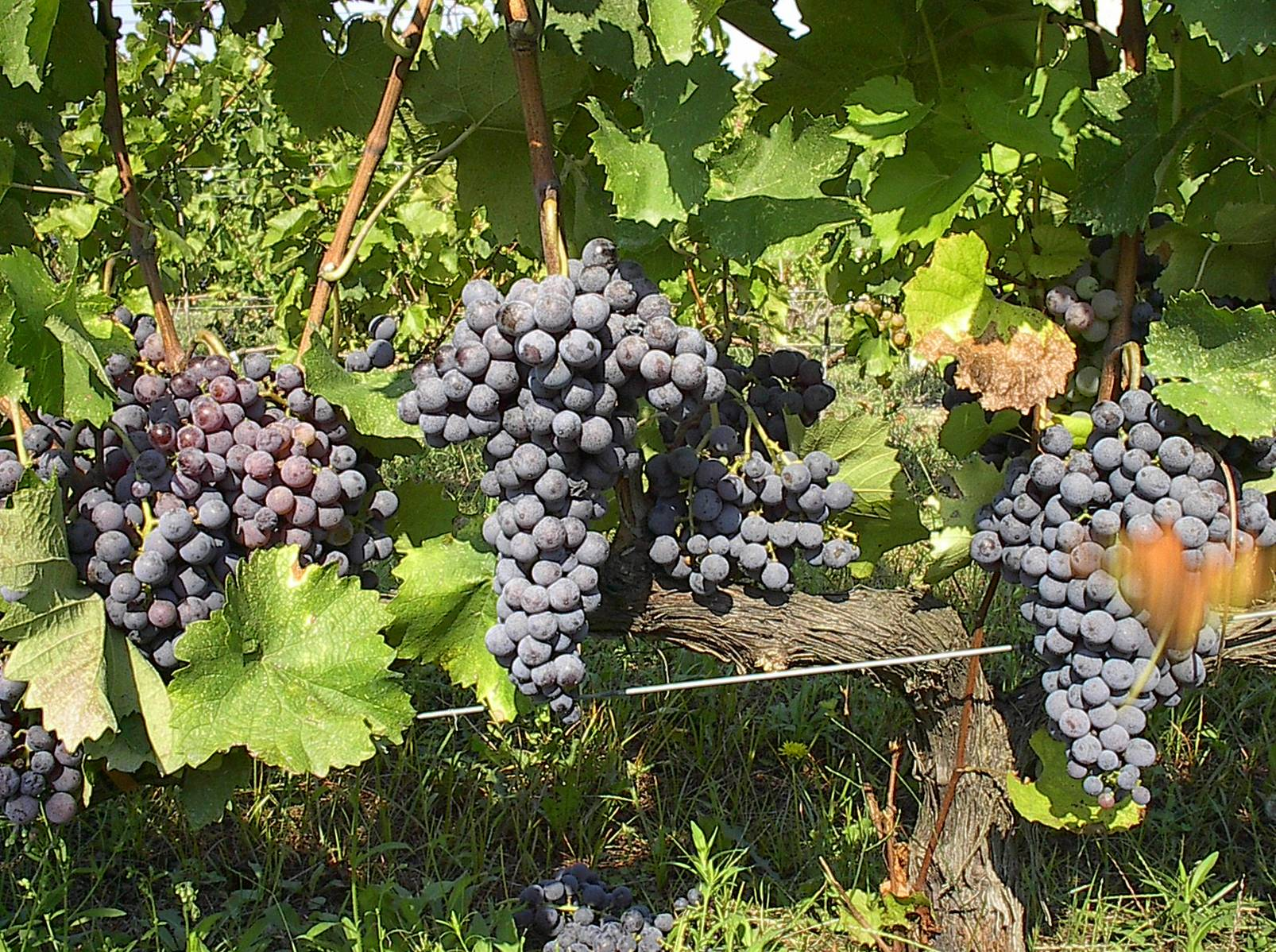
Xinómavro.

Xinómavro (en griego ξινόμαυρο, "ácido negro") es la principal variedad de uva de vino tinto de Grecia, justo por delante del agiorgítiko. Se cultiva en las tierras altas de Náusa, Aminteo y Emacia, en el norte de Grecia. Es una variedad vivaz y productiva.

## Sinónimos
La uva xinómavro se conoce también como mavro Náusas (μαύρο Νάουσας), mavro Naustinó (μαύρο Ναουστινό), popolka (ποπόλκα) y mavro Guménisas (μαύρο Γουμένισσας).